# Östlig klipphopparpingvin
Östlig klipphopparpingvin (Eudyptes filoholi) är en art av pingviner. Den inkluderades fram tills nyligen som en underart till Eudyptes chrysocome. De båda arterna minskar mycket kraftigt i antal och det gemensamma beståndet upptas på IUCN:s röda lista som sårbar.

## Utbredning och systematik
Östlig klipphopparpingvin häckar på öar i södra Indiska Oceanen och i södra Stilla havet: Prins Edwardöarna söder om Sydafrika, Crozetöarna söder om Madagaskar, öarna Kerguelen och Heard Island i sydvästra och sydcentrala södra Indiska Oceanen, Macquarieön sydöst om Australien, Antipodöarna sydöst om Stewartön samt i Aucklandöarna och Campbellöarna söder om nyzeeländska Sydön. Tidigare kategoriserades den som en underart till Eudyptes chrysocome. Den lyftes dock ut som egen art 2025, baserat på studier som visar på morfologiska och genetiska skillnader.

## Status
IUCN bedömer hotstatus för östlig och västlig klipphopparpingvin samlat. Deras bestånd har minskat kraftigt under det senaste århundradet, som kraftigast de senaste åren. Flera populationer har nästintill kraschat. Exempelvis har 1,5 miljoner par försvunnit från Campbellöarna mellan 1942 och 1986. Den är därför upptagen på internationella naturvårdsunionen IUCN:s rödlista, som sårbar. Idag uppskattas världspopulationen till 2,5 miljoner vuxna individer, med största häckningskolonin i Falklandsöarna för nominatformen och i Prins Edwardöarna för filholi.